# Сайха (округ)
Сайха (англ. Saiha) — округ в индийском штате Мизорам. Административный центр — город Сайха. Площадь округа — 1400 км². По данным всеиндийской переписи 2001 года население округа составляло 60 823 человека. Уровень грамотности взрослого населения составлял 82,2 %, что значительно выше среднеиндийского уровня (59,5 %). Доля городского населения составляла 32,5 %.